# Loment de Bernabò Vescont

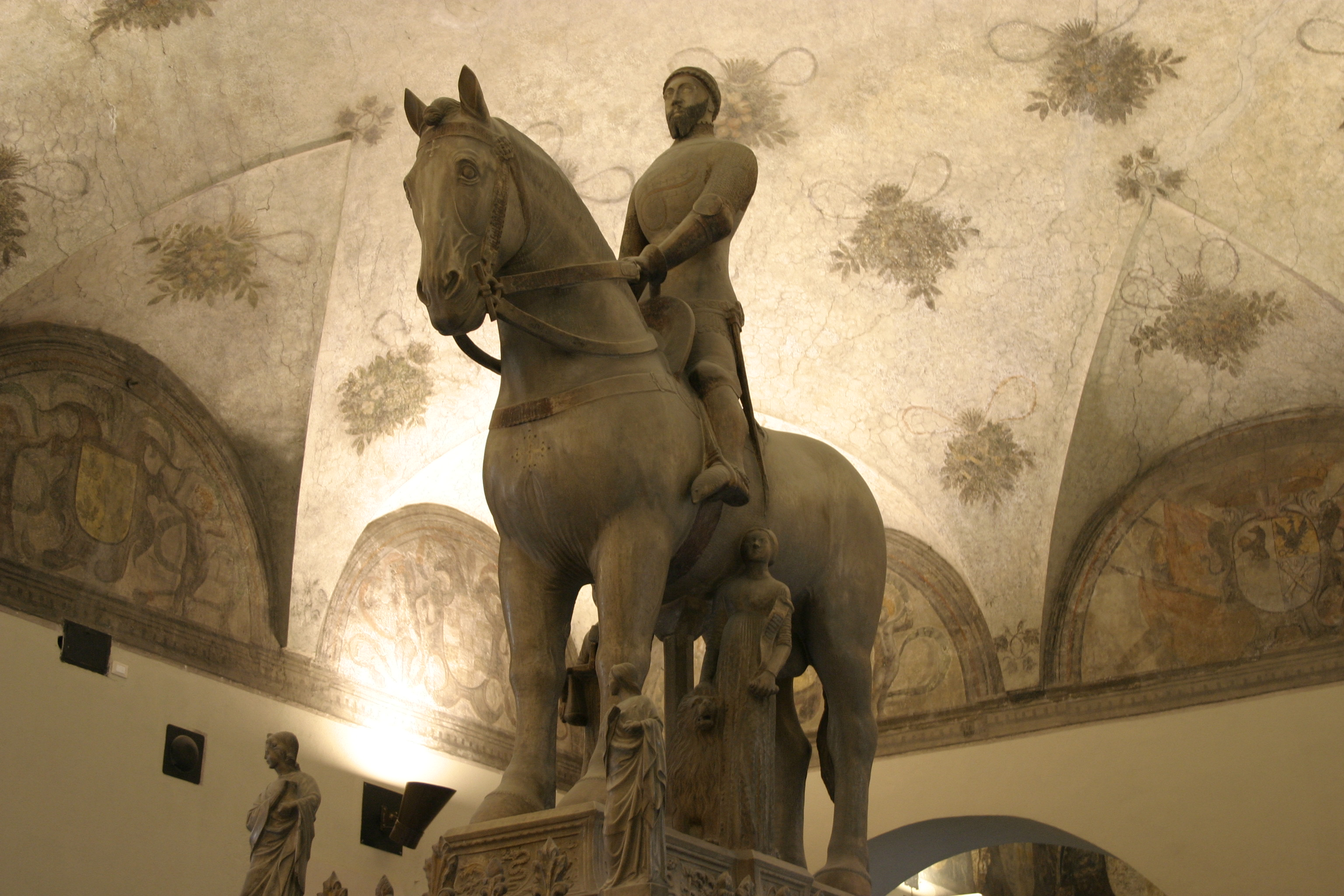
Monument eqüestre a Bernabò Visconti

El Loment de Bernabò Vescont (Loment del Bernabò Vescont en llombard) és un poema anònim compost de 174 sextets escrits a finals del segle XIV que narra la vida de Bernabò Visconti, senyor de Milà.

## Trama
El text està escrit en primera persona per un Bernabò ancià, completament dedicat a la Mare de Déu, que explica la seva vida: de com va créixer, de l'expansió dels dominis Visconti sota el seu propi govern, d’amics i enemics, de la mort de la seva dona Regina della Scala i de la traïció del seu nebot Gian Galeazzo Visconti, que l'havia tancat al castell de Trezzo.
Mentre narra el seu final injust i gloriós, se li apareix una dona que li recorda tots els seus crims i accions cruels contra el poble milanès. Bernabò es penedeix dels seus pecats i demana poder-se confessar, perquè pugui morir en pau i acabar d’explicar la seva història.

## Llengua del text
El llenguatge del text és una barreja de formes purament llombardes amb altres de més semblants a l'italià. Tanmateix, es creu que el text original era més proper al llombard i que la intervenció dels copistes del segle xv el va apropar al toscà.